# Rosa lucieae
Rosa lucieae (sin. Rosa wichurana), este o specie de trandafir originară din estul Asiei.

## Descriere
Este un arbust lemnos, semi-veșnic verde, cu ramuri spinoase lungi, cu frunze verzi lucioase și flori albe cu cinci petale, cu stamine galbene proeminente, în timpul verii; urmate de șolduri mici roșu închis. Poate crește până la 6 m (20 ft). Este numit după botanistul german Max Ernst Wichura⁠(d) (1817–1866), cu sufixul -iana⁠(d).

## Utilizări
Deși este apreciată ca plantă de grădină de sine stătătoare, R. lucieae este, de asemenea, părintele mai multor hibrizi de trandafiri, în special „Dorothy Perkins”, „Albéric Barbier”, „New Dawn” și „Albertine”. Obiceiul său viguros și ramificat îl face deosebit de potrivit pentru a forma o barieră impenetrabilă la nivelul solului sau pentru a urca pe copaci mari. A fost introdus în Statele Unite ale Americii.

## Galerie

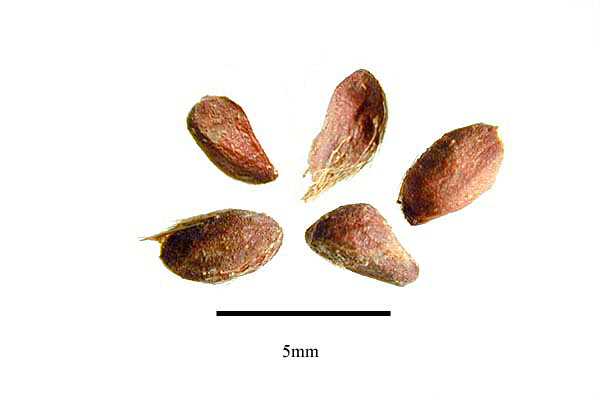
Semințe
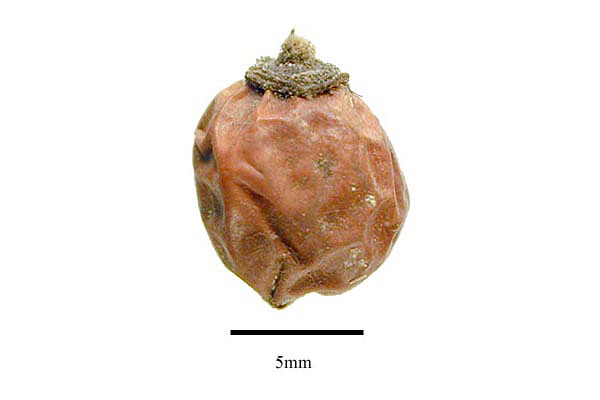
Fructe
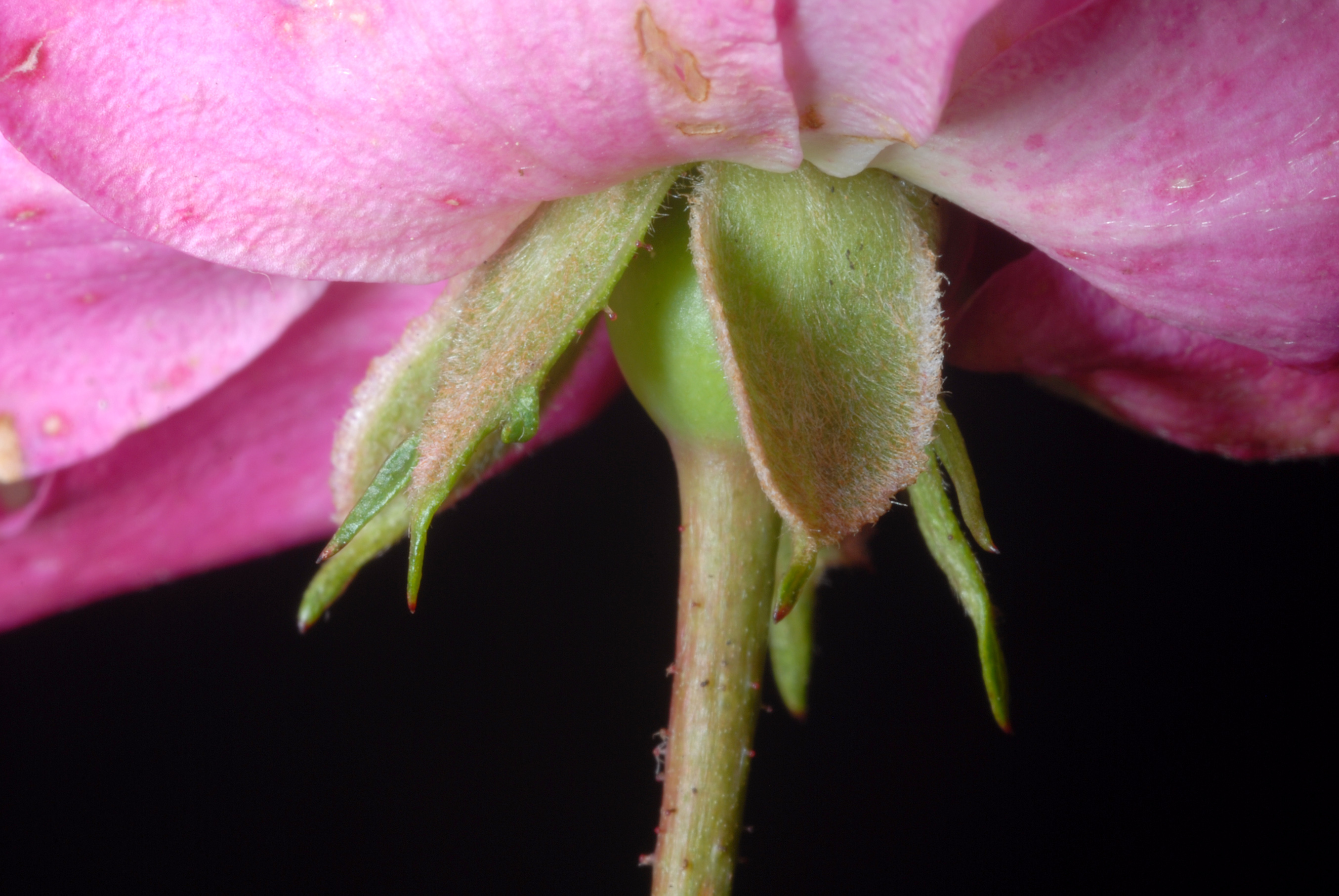
Sepale